# Castelluccio Superiore
Castelluccio Superiore (Castellùcce in dialetto castelluccese) è un comune italiano di 706 abitanti della provincia di Potenza in Basilicata. È un centro dell'Appennino lucano meridionale, compreso nel Parco nazionale del Pollino.

## Geografia fisica
È situato su uno sperone roccioso a 680 metri di altitudine sul livello del mare, da cui domina la sottostante valle del Mèrcure-Lao. Il punto più alto del centro storico è situato ad un'altezza di 750 m.
L'altitudine minima del territorio comunale è di 411 m, mentre quella massima è di 1580 m (Monte Zaccana).
È un centro montano, circondato a sud-est dal Massiccio del Pollino, ma ad ovest dista in linea d'aria solo 23 km dalla costa tirrenica (Maratea (PZ) e Tortora (CS)).
Confina con i comuni di: Castelluccio Inferiore (5 km), Laino Borgo (CS) (12 km), Latronico e Lauria (19 km).

## Origini del nome
La denominazione di Castelluccio nasce in seguito alla costruzione del castello da parte dei Sanseverino, nella parte più alta del centro storico "Porta Castello". Date le dimensioni comunque contenute del borgo, il nome diventa dunque un diminutivo di Castello, appunto Castelluccio.
Oggi è possibile ritrovare solo alcuni ruderi della struttura difensiva, ma alcune aree, come quella di Porta Castello, ne ricordano la presenza.

## Storia
Con la soppressione del feudalesimo, Castelluccio Superiore acquista l'autonomia amministrativa che aveva detenuto fino al 1813 in concomitanza di Castelluccio Inferiore. Fino a quel momento era esistito un unico comune dal nome di Castelluccio.
Castelluccio sarebbe sorto, sia sui resti della "Tebe Lucana", costruita dall'antica popolazione italica degli Osci; e sia sulle rovine dell'antica città presannita e romana Nerulum.

### Terremoto del 1998
Il 9 settembre 1998 alle ore 13.28 si è registrato un evento sismico di Magnitudo 5,6 Richter con epicentro nei comuni di Castelluccio Superiore e Castelluccio Inferiore. Registrate numerose lesioni ai muri portanti ed ai tetti delle abitazioni, con cadute di cornicioni e tegole. Danneggiato il centro storico.

## Monumenti e luoghi d'interesse

### Centro storico
Arroccato su un contrafforte che lo proietta nella sottostante Valle del Mercure venne costruito tramite la tecnica dell'incastellamento medievale. La sua posizione geografica ed i caratteristici vicoli ne fanno un luogo d'interesse. Nel passato costituiva il nucleo nevralgico delle attività, oggi soffre a causa del suo spopolamento fattore che per certi aspetti lo rende seducente. È diviso in otto vicinati che storicamente rappresentavano dei punti di aggregazione per la popolazione:
- Campaner'
- Chiazz'
- Grutticeddr'
- Petalong'
- Postcastiddr'
- Santu Lij'
- Sol'i punzijen'
- Timbon'

### Architetture religiose
- Chiesa madre di Santa Margherita d'Antiochia, del Cinquecento
- Chiesa della Madonna di Loreto, del 1522
- Chiesa della Madonna di Costantinopoli, del Seicento
- Chiesa della Madonna del Soccorso, del Seicento
- Cappella di Sant'Antonio Abate (XI secolo)
- Cappella di San Sebastiano (XVI secolo)
- Cappella di San Pietro (XVII secolo)
- Cappella di San Francesco (XVIII secolo)
- Cappella di San Leonardo (XVIII secolo)
- Chiesa della Madonna del Carmine (XVIII-XIX secolo)
- Cappella di Santa Lucia (XIX secolo)
- Congrega della Madonna del Rosario (XIX secolo)

### Aree naturali

#### Bosco Difesa
È il luogo turistico maggiormente conosciuto di Castelluccio. Situato a circa 2 km dal centro abitato ad un'altezza di 795 m, ne condivide la proprietà demaniale con il comune di Castelluccio Inferiore.
Costituito da cerri ad alto fusto, ospita molteplici specie botaniche, tra cui i crochi e vari esemplari autoctone di orchidee.
Non è raro avvistare tra gli ungulati il cinghiale; tra i mammiferi lepri, volpi, e l'endemico scoiattolo nero meridionale; tra i mustelidi donnola, faina e puzzola; e fra i volatili poiana e nibbio reale.

#### Torrente Peschiera
È l'area naturalistica più preziosa di Castelluccio. Nasce a 1100 m ai piedi del Monte Zàccana e si estende per 17 km.
Termina la sua corsa sfociando nelle acque del torrente Frido.
Oltre il territorio di Castelluccio, attraversa i comuni di Latronico, Viggianello e San Severino Lucano.
È abitato da anfibi e trote, ma è possibile avvistare anche l'autoctona Salamandrina dagli occhiali, e tracce della rara Lontra.

#### Monte Zaccana
Alto 1580 m, costituisce la cima più elevata del territorio castelluccese.
Compreso nel Parco nazionale del Pollino, ospita il raro Pino Loricato, di cui ne delimita verso ovest il confine di espansione in Italia.
Le piante dell'albero qui sono relativamente giovani, ed infatti la Zaccana, è segnalata tra le aree del Parco in cui maggiore è la rigogliosità della specie.
Elemento di rilievo per la fauna è la presenza del Lupo appenninico.

#### Altri luoghi naturalistici
- Belvedere Madonna del Soccorso
- Monte Capillo
- Monte Nandiniello
- Sorgente Piscicolo della Manca
- Sorgente Fiumarella
- Sorgente Acqua di Pitillo

## Cultura

### Cucina

#### U Picciddèt
“U Picciddèt” è stato riconosciuto come prodotto agroalimentare tradizionale dal Ministero delle politiche agricole alimentari e forestali.
Si tratta di un pane dolce pasquale uno dei pochi lussi che la società castelluccese si concedeva nella ricorrenza della festività cristiana. Alcuni lo traducono nella versione italiana come “buccellato”, nel senso di piccolo pane a forma di corona o bocca (bucca). I “pani”, infatti, impastati in diversa pezzatura, richiamano una corona o una bocca.
La tradizione vuole che si degusti abbinandolo ai salumi del territorio. La modernità invece lo propone congiunto a creme dolci spalmabili come la crema alla nocciola.
Il “picciddèt” castelluccese si può trovare a forma di pane maschio, con un uovo centrale, e di cuzzola, che invece riproduce le sembianze di una bambola.
Talmente complicate erano le operazioni legate alla realizzazione dei picciddèt e tanto sentita era dalla gente dell’epoca tutta la fase di realizzazione, che il processo è divenuto icona del procedimento difficoltoso per antonomasia ed i picciddèt sono diventati nella lingua parlata del posto la metafora delle difficoltà. La frase del dialetto di Castelluccio “han crisciut i picciddèt” (letteralmente: “i picciddèt sono lievitati”), infatti, molto usata nel gergo quotidiano, vuol affermare che si è riusciti a venire a capo di una situazione difficile.

## Società

### Evoluzione demografica
Abitanti censiti

Il Comune ha subìto una forte flessione abitativa dopo il 1870, infatti, fra il 1871 e il 1931 il decremento è stato pari al 39% della popolazione residente (-908 unità).
Un miglioramento si è registrato tra il 1936 e il 1951 (+256 unità), ma dal 1961 al 2001 il decremento ha raggiunto nuovamente tassi elevati pari al 42% della popolazione residente (-701 unità).
Dal 2001 al 2007 la flessione è stata pari al 10% della popolazione residente (-91 unità).
Dal 2001, per la prima volta, Castelluccio Superiore ha una popolazione residente minore alle 1000 unità.

### Etnie e minoranze straniere
Al 31 dicembre 2016 gli stranieri regolari sono 3 (Romania 2, Ucraina 1).

### Feste religiose
- maggio, la seconda domenica di maggio la statua della Madonna del Soccorso viene portata all'interno della Chiesa della Madonna del Soccorso a 1110 m, seguendo il vecchio percorso religioso con le caratteristiche 12 pose.
- 26 maggio, ricordo della Maria Angelica Mastroti. Messa in suffragio e visita al cimitero alla cappella dove è sepolta.
- 2 luglio, viene celebrata una messa in onore della Madonna delle Grazie nella Cappella di San Leonardo nel quartiere Posticastello
- 20 luglio, festa in onore di Santa Margherita protettrice di Castelluccio Superiore. Messa, processione per le vie del paese e lialò.
- Agosto, la seconda domenica di agosto, la festa ini onore di San Antonio di Padova. Messa, processione per le vie del paese e lialò.
- settembre, la seconda domenica di settembre la statua della Madonna del Soccorso viene riportata all'interno della Chiesa Madre di Santa Margherita seguendo il caratteristico percorso. Festa in suo onore con la Santa Messa, processione e lialò,

### Tradizioni e folclore
- I mesi dell'anno

È una rappresentazione allegorica che avviene durante la festa del carnevale, in cui
dodici uomini si travestono nei panni tipici dei mesi dell'anno. Ognuno di essi recita delle storie in corrispondenza al mese rappresentato.
- I Fucarazz'

I falò di San Giuseppe, meglio conosciuti come i fucarazz, sono dei fuochi che vengono accesi nei i vari vicinati del paese la notte del 18 marzo, in attesa della festività di San Giuseppe del giorno 19 marzo.
I falò, accesi con i rami degli alberi potati, venivano appiccati per dare ospitalità e calore ai mercanti di fuori. Un rito antico che ancora oggi viene ripercorso.
- Il Lialò[11].

È la tipica asta castelluccese, che va in scena durante le feste religiose come rito pagano. Durante la processione (in onore di Santa Margherita il giorno 20 Luglio) si effettua la cerca dei doni tra i credenti. Gli omaggi raccolti, solitamente prodotti tipici, vengono venduti in asta dal banditore per finanziare la festa.
- Pollino Fusion Festival

È stato un festival musicale che si svolgeva l'ultimo sabato e l'ultima domenica di luglio, nel Bosco Difesa di Castelluccio. Prevaleva la musica etno-popolare del Sud. All'interno si promuovevano anche le tipicità culinarie e artigianali del Parco nazionale del Pollino. L'ultima edizione risale al 2012.

## Infrastrutture e trasporti

### Strade
Castelluccio Superiore è interessato dalla strada provinciale 46 della Peschiera.

### Ferrovie
Il comune non è servito dai collegamenti ferroviari delle FS.
A Castelluccio Superiore è presente la stazione a scartamento ridotto delle Ferrovie Calabro Lucane in disuso dal 1978.
La stazione di Castelluccio Superiore faceva parte della linea Lagonegro-Spezzano Albanese che venne progettata nel 1911. La sua apertura avvenne ufficialmente il 30 ottobre 1929 quando fu inaugurato il tratto Lagonegro-Laino Borgo.
Nel tratto castelluccese sono ancora oggi presenti numerose strutture architettoniche di grande rilievo che collegano le vicine stazioni di Castelluccio Inferiore a sud, e Prestieri nel comune di Lauria a nord. In particolar modo l'opera architettonica degna di nota è presente nel tratto compreso tra i comuni di Castelluccio Inferiore e Castelluccio Superiore: infatti, per collegare le due stazioni non distanti in linea d'aria, ma separate da un forte dislivello pari a 200 metri d'altezza, venne realizzata una galleria elicoidale, manufatto alquanto raro nelle strade ferrate d'Italia..
La linea ferroviaria era percorsa dapprima da piccoli treni a vapore per il trasporto di passeggeri e merci, in seguito dalle caratteristiche Emmine a due assi che comunque venivano chiamate comunemente da tutti Littorine come le sorelle maggiori delle FS.
Oggi è meta di attraversate da parte dei turisti.

### Mobilità urbana
I trasporti interurbani di Castelluccio Superiore vengono svolti con autoservizi di linea gestiti da Sita e FAL. A queste bisogna aggiungere ulteriori autolinee nazionali per le principali città d'Italia.

## Amministrazione
Di seguito è presentata una tabella relativa alle amministrazioni che si sono succedute in questo comune.
| Periodo | Periodo   | Primo cittadino   | Partito                          | Carica  | Note |
| ------- | --------- | ----------------- | -------------------------------- | ------- | ---- |
| 1994    | 1998      | Giovanni Ruggiero | Partito Socialista Italiano      | Sindaco |      |
| 1998    | 2003      | Giovanni Ruggiero | PDS                              | Sindaco |      |
| 2003    | 2008      | Mauro Martorano   | Lista civica                     | Sindaco |      |
| 2008    | 2013      | Egidio Salamone   | Partito Democratico (PD–SEL–IdV) | Sindaco |      |
| 2013    | 2018      | Egidio Salamone   | Partito Democratico (PD–SEL–CD)  | Sindaco |      |
| 2019    | 2024      | Giovanni Ruggiero | Lista civica (PD)                | Sindaco |      |
| 2024    | in carica | Francesco Limongi | Lista civica                     | Sindaco |      |

### Gemellaggi
- Iúna, dal 2007

La cittadina di Castelluccio Superiore è gemellata con la città di Iúna (Espírito Santo - Brasile) dal 22 settembre 2007.
Il gemellaggio trae origine da un motivo storico, infatti, la città di Iúna è stata fondata da emigranti castelluccesi, che lasciarono la Basilicata alla ricerca di una vita migliore, a partire dal 1875 e sino al 1890.